# Gerd Rothschild
Gerd Rothschild (hebr. גרד רוטשילד, ur. 5 lutego 1919 w Berlinie, zm. 9 marca 1991 w Tel Awiwie) – izraelski malarz, artysta i grafik. Brał udział w II wojnie światowej w armii brytyjskiej, a potem w wojnie o niepodległość Izraela. Projektant plakatów dla Sił Obronnych Izraela, medali i monet. Z Ze’ewem Lipmanem współtworzył Studio Roli.

## Życiorys
Urodził się 5 lutego w 1919 roku w Berlinie, w ówczesnej Republice Weimarskiej. W 1933 roku wraz ze swoją mamą dokonał aliji do Palestyny. W latach 1935–1939 studiował grafikę w Szkole Sztuk Pięknych i Rzemiosł Becalela w Jerozolimie.
W 1942 roku zaciągnął się jako ochotnik do British Army. Początkowo służył jako kucharz w hotelu Kete Dan w Tel Awiwie, który był wówczas siedzibą brytyjskiej żandarmerii wojskowej. Tam przełożeni Gerda dostrzegli jego talent do rysowania i przenieśli go do Navy, Army and Air Force Institute, gdzie służył jako rysownik. Przez kolejnych pięć lat tworzył humorystyczne obrazki dla żołnierzy oraz przenosił je w formie malowideł na ściany kantyn i koszar armii brytyjskiej zlokalizowanych w Libii, Egipcie, Jordanii, Syrii, Libanie, Palestynie i na Cyprze. W 1948 roku wstąpił do 7 Brygady Hagany. Walczył w bitwie o Latrun, a potem o Drogę Birmańską, którą poruszały się konwoje do Jerozolimy.

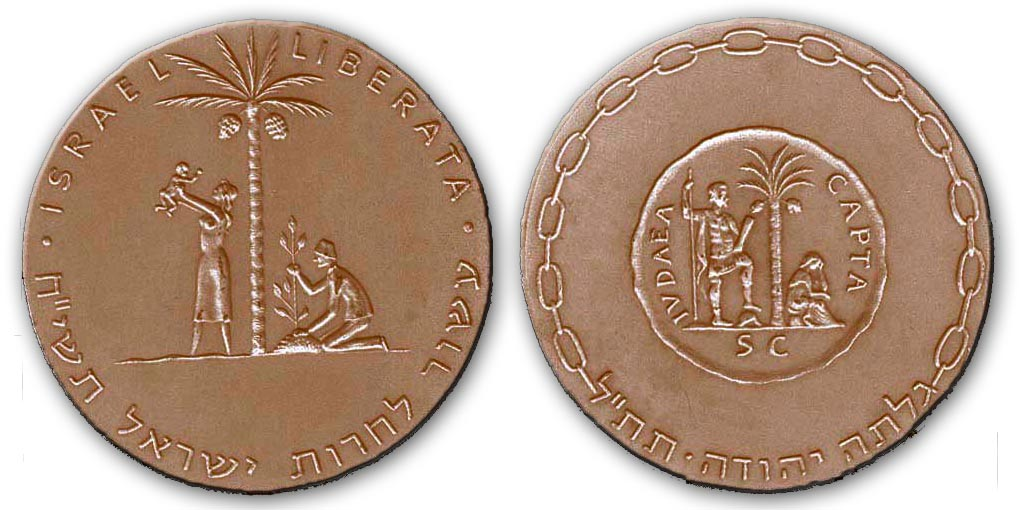
Medal Rothschilda i Lipmana (1958)

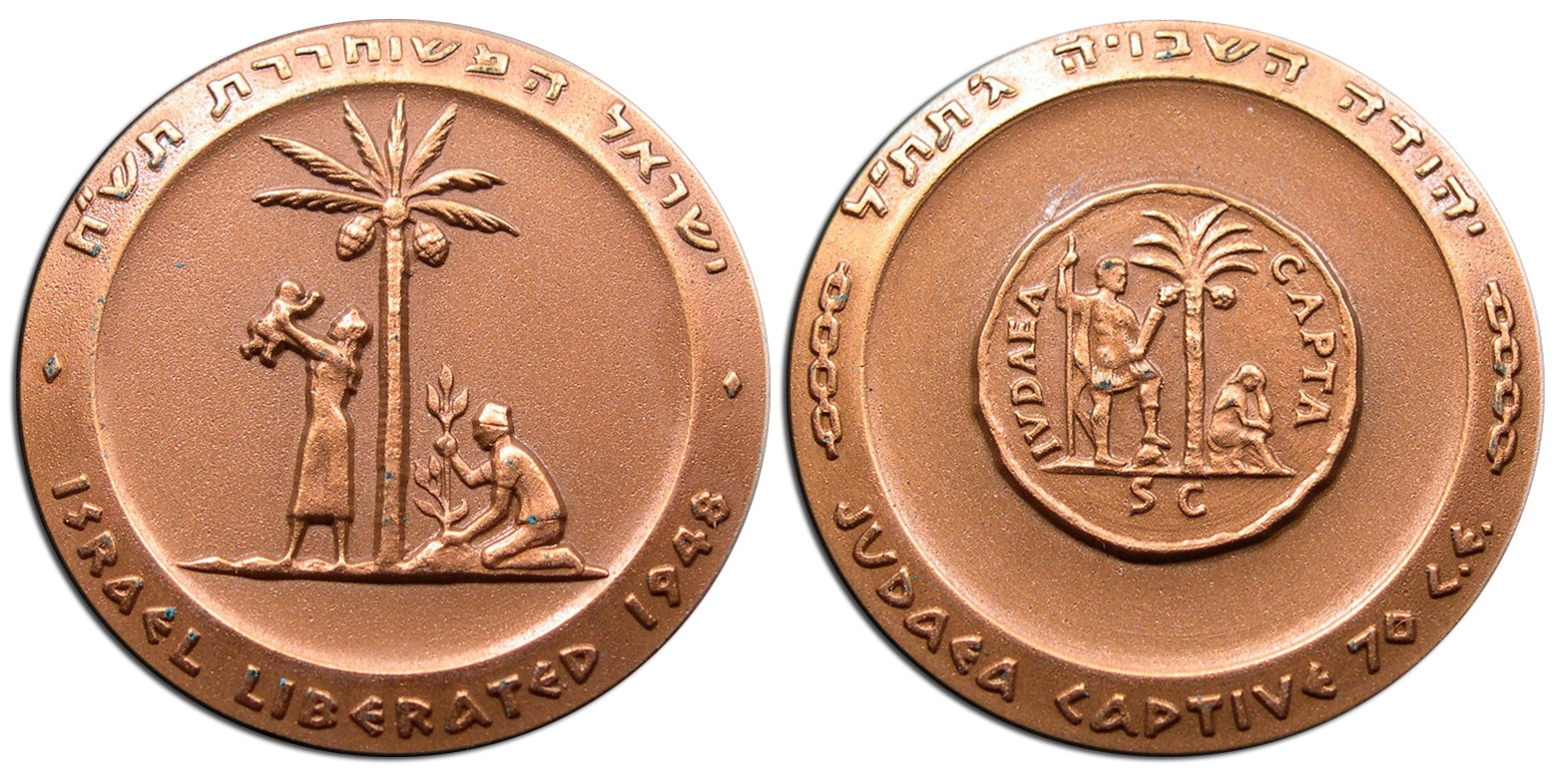
Medal Rothschilda i Lipmana (1962)

Po wojnie wraz ze swoim kolegą z czasów studiów w Szkole Sztuk Pięknych i Rzemiosł Ze’ewem Lipmanem założyli Studio Roli. Tworzyło ono plakaty dla izraelskiej armii oraz reklamy izraelskich przedsiębiorstw w latach 50. i 60. XX wieku. W 1958 Rothschild z Lipmanem wykonali drugą wersję medalu z okazji 10. rocznicy niepodległości Izraela (medal nazwany po hebrajsku השחרור, Ha-Szichrur, dosł. oswobodzenie). Był to pierwszy izraelski medal i pozostaje do dzisiaj najbardziej rozpoznawalnym. Na awersie projektu Rothschilda i Lipmana widnieją palma daktylowa, pionier sadzący drzewo i matka trzymająca dziecko. W górnej części widnieje napis „ISRAEL LIBERATA”, na dole hebrajski napis „עשור לחרות ישראל תשי"ח” (Dekada wolności Izraela 5718). Na rewersie przedstawiono rzymską monetę z serii Judaea Capta wyemitowaną z okazji zniszczenia Drugiej Świątyni. Pod monetą, wzdłuż rantu, wkomponowany w łańcuch hebrajski napis „גלתה יהודה תת” (Wygnana Judea 3830). W 1968 roku Rothschild i Lipman zaprojektowali trzecią wersję tego samego medalu. Tym razem dodano szerokie obrzeże, na którym na awersie i rewersie pojawiły się napisy. Przedstawienia graficzne na awersie i rewersie pozostały te same. Na górze awersu pojawił się hebrajski napis „ישראל המשוחררת תש”, a na dole jego odpowiednik „ISRAEL LIBERATED 1948”. Na rewersie u góry napis „יהודה השבויה ג'תת'ל” i jego odpowiednik na dole „JUDAEA CAPTIVE 70 C.E.”.
W ramach Studia Roli Rothschild zaangażowany był w wykonanie projektów monet z serii: Dzień Niepodległości (1959, 1967, 1972, 1973, 1974), Chanuka (1960, 1972, 1977), Pidjon ha-ben (1973, 1974, 1975), monet wyemitowanych poza seriami: Starożytne pół szekla (1961 i 1962), Zwycięstwo (10 i 100 funtów), a także awersy monet obiegowych i okolicznościowych okresu liry: 1 agora, 5 agor, 10 agor, 25 agor, ½ funta, 1 funt.
W latach 1954–1969 sprawował funkcję przewodniczącego Stowarzyszenia Izraelskich Artystów Grafików.
Rothschild i Lipman stworzyli także dwa kroje czcionek drukarskich dla pisma hebrajskiego: Roli Bezek, która komponuje się z czcionką Flash i Roli Atid, która komponuje się z Futura Medium (przykład).
Od 1980 roku zaangażował się w działalność charytatywną i malował oddziały dziecięce w szpitalach.
Zmarł 9 marca 1991 roku w Tel Awiwie. Został pochowany w kibucu Galon.